# Astoria (Milaan)
Astoria is een Italiaans historisch merk van motorfietsen.
De bedrijfsnaam was: Moto Astoria s.r.l, Milano
Moto Astoria werd in 1934 opgericht door Arturo Rognoni en motorcoureur Virginio Fieschi. Ze produceerden 250- en 500cc-motorfietsen met inbouwmotoren van Ajax. Deze modellen hadden al een Burman-vierversnellingsbak. In 1935 gingen Rognoni en Feschi zelf motorbloken fabriceren, maar die leken nog wel erg veel op de door de gebroeders Stevens ontwikkelde Ajax-motoren. Dat duurde niet lang: in 1936 verdween het merk Astoria van de markt.
In 1950 werd de productie echter weer opgepakt, maar het bedrijf behoorde nu alleen aan Virginio Fieschi. Het produceerde eerst lichte motorfietsjes met een 125cc-Villiers-tweetaktmotor, maar al snel kwamen er weer eigen motoren. Dit keer waren die ontwikkeld door Alfredo Bianchi, die later naam zou maken als constructeur van de Aermacchi-eencilinders. Tot 1954 leverde Astoria 149-, 169- en 199cc-tweetaktmodellen, maar de 125cc-modellen verdwenen in die periode. In 1954 kwam er een nieuwe 175cc-viertaktmotor met een telescoopvork aan de voorkant en een swingarm achter. In 1955 werd het 169cc-model ook uitgerust met een viertaktmotor, die naar keuze als stoterstangenmotor of met een bovenliggende nokkenas geleverd kon worden. In 1957 kwamen er verschillende uitvoeringen van de 175cc-viertakt, een nieuwe 150cc-tweetakt en een 50cc triporteur met een laadvermogen van 175 kg.
Virginio Fieschi overleed in 1957. Kort na zijn overlijden werd de productie van Astoria beëindigd.